# Clarisa Navas
Clarisa Navas (Corrientes, 1989) és una Directora de cinema i guionista argentina. La seva pel·lícula Las mil y una va obrir la secció Panorama al 70è Festival Internacional de Cinema de Berlín el febrer de 2020.

## Vida
Clarisa Navas va estudiar art a la Universidad Nacional de las Artes de Buenos Aires. La seva primera pel·lícula Hoy partido a las 3 es va projectar als festivals de Buenos Aires, Biarritz, Lima i Valladolid. Va desenvolupar diverses sèries per a la televisió argentina i va participar en la producció de diversos documentals. Treballa com a professora a l'Escola Nacional de Experimentación y Realización Cinematográfica (ENERC) de Buenos Aires i a la Universidad Nacional del Nordeste de Corrientes. El 2022 va presentar Se queman de la misma forma al Festival Internacional de Cinema de Sant Sebastià.

## Filmografia
- 2015: Río atrevido
- 2017: Hoy partido a las 3
- 2018: Cultura escondida
- 2020: Las mil y una
- 2022: Se queman de la misma forma

## Premis
Las mil y una va ser nominada al 34è Premi Teddy, el premi de cinema queer del Festival Internacional de Cinema de Berlín i va ser candidata al premi del públic del Festival Internacional de Cinema de Berlín.
Hoy Partido a las 3 va ser nominada a la categoria de millor pel·lícula del Buenos Aires Festival Internacional de Cinema Independent el 2017. Clarisa Navas també va ser nominada a la categoria Millor director revelació a la Setmana Internacional de Cinema de Valladolid 2017.